# ناحیه رز، شهرستان اوگماو، میشیگان
ناحیه رز (به انگلیسی: Rose Township) یک منطقهٔ مسکونی در ایالات متحده آمریکا است که در شهرستان اوگماو واقع شده‌است.
 ناحیه رز  ۱٬۳۶۸ نفر جمعیت دارد و ۳۶۶ متر بالاتر از سطح دریا واقع شده‌است.